# 協和峰吉川
協和峰吉川（きょうわみねよしかわ）は、秋田県大仙市の大字。郵便番号019-2431。本項では同地域にかつて存在した仙北郡峰吉川村（みねよしかわむら）についても記す。

## 地理
大仙市北西部に位置する。東で刈和野・土川、西・南で強首、南で大巻・北館・北野目、北で協和中淀川・協和北淀川・協和荒川・協和稲沢と隣接する。南で雄物川に接し、南東から北に国道13号と奥羽本線が通過し、奥羽本線には峰吉川駅が所在する。西を秋田自動車道が通過し、国道13号から秋田県道244号強首峰吉川線が南西に分岐する。

### 山岳
- 峰の山
- 畑山

### 河川
- 雄物川

### 小字
字芦沢通、字岩瀬、字高寺、字寺ノ下、字小平沢、字前沢、字中村、字湯野沢、字畑山、字半仙、字峰吉川

## 世帯数と人口
2015年（平成27年）10月1日現在の世帯数と人口は以下の通りである。
| 丁目               | 世帯数  | 人口    |
| ------------------ | ------- | ------- |
| 協和峰吉川字岩瀬   | 16世帯  | 45人    |
| 協和峰吉川字高寺   | 13世帯  | 36人    |
| 協和峰吉川字寺ノ下 | 46世帯  | 158人   |
| 協和峰吉川字小平沢 | 14世帯  | 38人    |
| 協和峰吉川字前沢   | 12世帯  | 30人    |
| 協和峰吉川字湯野沢 | 30世帯  | 86人    |
| 協和峰吉川字半仙   | 138世帯 | 466人   |
| 協和峰吉川字峰吉川 | 60世帯  | 184人   |
| 計                 | 329世帯 | 1,043人 |

## 歴史

### 沿革
- 1889年（明治22年）4月1日 - 町村制の施行により、刈和野村、峯吉川村の区域をもって新刈和野村が発足。
- 1900年（明治33年）8月13日 - 新刈和野村の一部（峰吉川）が分割されて峰吉川村が起立。
- 1955年（昭和30年）3月31日 - 峰吉川村が淀川村・荒川村および河辺郡船岡村と合併して協和村が発足。同日峰吉川村廃止。
- 1969年（昭和44年）4月1日 - 協和村が町制施行して協和町となる。
- 2005年（平成17年）3月22日 - 協和町が大曲市・神岡町・西仙北町・中仙町・南外村・仙北町・太田町と合併して大仙市が発足。

## 交通

### 鉄道路線
東日本旅客鉄道
- 奥羽本線
  - 峰吉川駅

### バス
羽後交通
- 峰吉川線
  - 境営業所 - 協和小学校前 - 峰吉川 - 刈和野下町 - 湯の沢下

### 道路
- 秋田自動車道
- 国道13号
- 秋田県道244号強首峰吉川線

## 施設
- 峰吉川郵便局
- 峰吉川駅前簡易郵便局